# Mabel Addis
Mabel Addis Mergardt (21 de maio de 1912 — 13 de agosto de 2004), foi uma escritora americana, professora e a primeira mulher a escrever e projetar um jogo de videogame. Ela criou o jogo-texto chamado The Sumerian Game (1964), que por sua vez é conhecido pelo pioneirismo na categoria de games de gerenciamento de reinos e cidades, além da utilização de narrativa, interatividade e multimédia.

## Biografia
Mabel é filha de James Holmes e Mabel Wood. Nasceu em 21 de maio de 1912 e cresceu em Mount Vernon, onde completou o ensino complementar em 1929. Depois de se formar, Addis cursou história antiga e psicologia no Barnard College. Posteriormente, frequentou a Universidade de Columbia. onde fez um mestrado em educação.
Em 1942, Mabel se casou com Alexander L. Addis e em 1991 com Gerard Mergardt. Addis faleceu em 13 de Agosto de 2004.

## Carreira
Após obter seu mestrado em educação, Addis trabalhou deu aulas em várias escolas até 1976. Addis sempre foi muito ativa em sua comunidade e participou em vários conselhos de educação, como o Board of Cooperative Educational Services (BOCES) 
Em 1962 Addis foi trabalhar na IBM após apresentar a ideia de criar um simulador educativo que seria totalmente baseado em texto e que permitiria aos estudantes atuarem como governantes da Cidade de Lagas na Suméria. A ideia foi apresentada durante um evento promovido pelo BOCES e a IBM para estudar a utilização de computadores no ensino.
O jogo The Sumerian Game foi lançado em 1964, idealizado, escrito e projetado por Addis. A parte de programação foi realizada por William McKay com o foco no computador IBM 7090 e o projeto foi liderado por Bruse Moncreiff. O resultado superou o objetivo do projeto de criar apenas um mero simulador educativo, pois o mesmo envolvia e ensinava os estudantes com uma narrativa muito bem elaborada e utilizava elementos interativos nunca apresentados até então, como audios legendados, trivias demonstradas através do teleprinter, audios executados em fita-cassete e imagens projetadas na parede por um projetor de slides. O Jogo ainda ganhou uma atualização no verão de 1966 para facilitar o envolvimento do jovens alunos no ambiente proposto. Este foi efetivamente o primeiro videogame com narrativa e multimédia a rodar num computador totalmente eletrônico, o que faz de Addis a primeira escritora de videogames para computador, bem como a primeira mulher a criar um videogame.
O pioneirismo de Addis é notório nāo só por transpor a experiência como professora para um jogo eletrônico, mas também por criar o primeiro videogame eletrônico com narrativa, elementos multimédia e cutscenes para prover ambientação e interação. Além disso, este foi o primeiro jogo na história a ganhar atualização para corrigir problemas e facilitar a experiência.
The Sumarian Game inspirou muitos jogos. Em 1968, o jogo foi alterado e passou a se chamar The Sumer Game (1968) e mais tarde ficou conhecido como Hamurabi (1969).
Addis se aposentou em 1976, porém se manteve bastante ativa na sua comunidade até a década de 1990.
Em 2023, Addis recebeu um prêmio póstumo no Game Developers Choice Awards.